# Mayhem (album)
A Mayhem Lady Gaga amerikai énekes-dalszerző stúdióalbuma, amely 2025. március 7-én jelent meg az Interscope Records gondozásában. Az album munkálatai során Gaga olyan producerekkel dolgozott együtt, mint Andrew Watt, Cirkut és Gesaffelstein, aminek eredményeként egy olyan album született, amely a műfajok „kaotikus keveredését” tükrözi, beleértve a szintipop, diszkó, indusztriális pop, rock és dance-pop stílusokat. Dalszövegei a szerelem, a káosz, a hírnév, az identitás és a vágy témáit járják körül, az átalakulás, a kettősség és a mértéktelenség metaforáit használva, ezenkívül a hírnév hatását, a közszereplés és a magánélet közötti küzdelmet, valamint az eufóriát és a vakmerőséget mint a menekülés formáit taglalják. Az albumot Rick Rubin Shangri-La stúdiójában vették fel, a kaliforniai Malibuban.
Az albumot Rick Rubin Shangri-La stúdiójában vették fel, a kaliforniai Malibuban. Az albumot két kislemez előzte meg. Első kislemeze, a Disease 2024. október 25-én jelent meg. Ezt követte az Abracadabra 2025. február 3-án, amely az amerikai Billboard Hot 100-as listáján a Top 20-ban végzett. Az albumon található még a Bruno Marssal közös Die with a Smile is, amely tíz hetet töltött a Billboard Global 200 élén és Grammy-díjat nyert A legjobb popduó vagy -együttes teljesítmény kategóriában a 67. Grammy-gálán. A Mayhem kereskedelmi siker volt, számos országban debütált az első helyen, többek között Ausztráliában, Finnországban, Németországban, Írországban, Norvégiában, az Egyesült Államokban, Olaszországban, az Egyesült Királyságban és Svájcban, míg Franciaországban, Hollandiában és Svédországban a második helyen végzett.
A Mayhem széles körű elismerést kapott, a kritikusok szerint a lemez erős visszatérés Gaga pop gyökereihez, különösen a The Fame (2008) című albumához. A kritikusok kiemelték a produkciót, a stílusbeli sokszínűséget, az album kohézióját, és megjegyezték, hogy olyan előadók inspirálták a lemezt, mint David Bowie, Michael Jackson, Prince, a Nine Inch Nails és a Siouxsie and the Banshees. Ez lett Gaga legmagasabbra értékelt kiadványa a Metacriticen. 2025-ben Gaga egy sor promóciós koncerttel népszerűsítette az albumot, többek között két koncertet adott a Coachella Fesztiválon, egy ingyenes koncertet Rio de Janeiróban, melyen 2,5 millió látogató vett részt, nyáron pedig útnak indítja a The Mayhem Ball elnevezésű turnéját.

## Háttér
2022-ben, két évvel a Chromatica (2020) megjelenése után Lady Gaga elindult hatodik szóló turnéjára, a The Chromatica Ballra, hogy világszerte népszerűsítse az albumot. A turné utolsó szakaszában és az azt követő hónapokban Gaga új anyagon dolgozott. Az album bejelentése előtt, Gaga több hónapon keresztül fotókat osztott meg magáról a közösségi médiában, amelyeken a stúdióban dolgozik. Gaga először nyilvánosan 2024 márciusában beszélt a projektről, egy interjúban azt nyilatkozta, hogy „a legjobb dalokat írja, amire csak emlékszik”.
2024 májusában jelent meg a Gaga Chromatica Ball című koncertfilmje, amelynek végén egy részletet mutatott be új zenéjéből. Gaga azt mondta, hogy a készülő popalbum egy boldog helyen íródott. Vőlegénye, Michael Polansky javasolta neki, hogy készítsen popalbumot, és „támaszkodjon a benne lévő örömre”. 2024 közepén Gaga további teasereket kezdett el közzétenni új projektjéhez. Júliusban azzal lepte meg rajongóit, hogy a 2024-es nyári olimpiai játékok megnyitóünnepségén való fellépése után két kiadatlan dal részletét játszotta le. A Los Angeles Times-nak adott 2024. decemberi interjújában Gaga megerősítette, hogy a Bruno Marssal közös duettje, a Die with a Smile szerepel majd az albumon.

## Kidolgozás

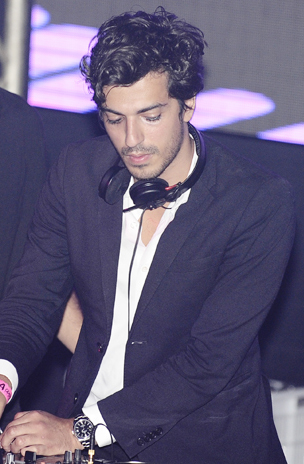
Gesaffelstein 2012-ben

Gaga szerint az album ihletét egy mély önvizsgálat és személyes kihívások által jellemzett időszak adta. Az albumot „műfajokon átívelő utazásként” jellemezte, amely tükrözi sokféle zenei hatásait és élettapasztalatait. A Rolling Stone-nak adott 2024. december 10-i interjújában Gaga a projektet eklektikus alkotásként jellemezte, amely különböző műfajokat, stílusokat és érzelmeket ötvöz, és amelyet a zene iránti mélységes szeretete vezérel. Ezt részletesen kifejtette:

Az albumot áthatja a zene iránti szeretetem: a műfajok, stílusok és álmok sokszínűsége. Szinte korruptnak tűnő módon ugrik egyik műfajból a másikba, és a szerelemben csúcsosodik ki. Ez a válaszom az életemben uralkodó káoszra: a szerelemben találom meg a békét. Minden dal, amit írtam, a múltamhoz kötődő különböző álmoknak való behódolásból alakult ki, szinte olyan, mint egy visszaemlékezés az összes rossz döntésre, amit életem során hoztam. Vannak pillanatok, amikor hangzásilag a végletekig feszítjük a hangzást, és vannak, amikor minden a szerelem körül forog. Ez jelenti számomra az igazi káoszt. Néha nehéz meglátni a fényt, de azt hiszem, a belső káoszt az teszi még nagyobb kihívássá, amikor időnként megpillantod a napot. Éppen ezért az album mindenből kínál egy kicsit. Ez egy teljes élmény.

Az inspirációjával kapcsolatban az énekesnő így nyilatkozott: „Az album úgy indult, hogy szembenéztem a félelmemmel, hogy visszatérjek ahhoz a popzenéhez, amit a legrégebbi rajongóim szerettek”, továbbá a kreatív folyamatot „egy összetört tükör újra összerakásához hasonlította: még ha nem is tudod tökéletesen összerakni a darabokat, valami szépet és egészet tudsz létrehozni a maga új módján”.
Gaga az albumot, amelyet az indusztriális dance zene ihletett, „kaotikusnak” és „műfaji határokat feszegetőnek” nevezte. A lemez egy meg nem nevezett dalát Jonathan Van Meter a Vogue-tól úgy jellemezte, hogy „intenzív és baljóslatú... régi vágású Gaga-sláger, nyugtalanító, de egyben lendületes”. Az albumon közreműködött a francia DJ és lemezproducer Gesaffelstein. Az albumot Rick Rubin Shangri-La stúdiójában vették fel a kaliforniai Malibuban, ahol Gaga a Joanne (2016) és a Csillag születik (2018) filmzenéjét is készítette.
2024 májusában, a Gaga Chromatica Ball premierjét követő kérdezz-felelek során Gaga elárulta, hogy mélyen belemerült az album írásába és felvételébe. A lemezt „teljesen másként írta le, mint bármi, amit eddig csinált”, és hangsúlyozta, hogy felfedezte a zenei műfajok felrúgását és az új kreatív hatások beépítését. Gaga kifejtette, hogy minden egyes dal saját belső káoszának tükörképe, amelyet ünnepi hangvételben adnak elő, és amelynek célja, hogy a közönséggel különböző helyzetekben kapcsolódjon össze, a partitól az otthoni intim pillanatig.

## Művészi rendezés
A Mayhem-érára sötét, avantgárd stílusú, gótikus hatású előadói arculat jellemző. Az album promóciója során Gaga monokróm öltözékeket viselt, amelyek megerősítették ezt a koncepciót, és a cyberpunk, a modern gót és a high fashion elemeit vegyítették. Ezt a stílust a Born This Way (2011) korszakához hasonlították, bár minimalistább és futurisztikusabb megközelítéssel. Gaga úgy írta le, hogy „valami nyugtalanító az egész lényege, de a sötétség ellenére költői és vizuálisan lenyűgöző megközelítéssel”. Azt is megemlítette, hogy a projekt művészi irányvonalát a szorongás befolyásolta, amelyet zenei alkotás közben érez – egy olyan érzés, amely elmondása szerint az egész folyamatot áthatja, amíg az ötletei kézzelfogható formát nem öltenek. Az InStyle-nak adott interjújában elmondta, hogy ez az érzés az album vizuális felépítésében is tükröződik, hozzátéve:
„A szavak szempontjából először nagyon izgatott voltam, hogy olyan dolgokat fedezzek fel, amelyek merészek, de talán egy kicsit szorongást is kiváltanak, mert van egyfajta szorongás, amit akkor érzek, amikor zenét csinálok.”
A klipekben ez a kettősség Gaga identitásának különböző aspektusait képviselő karaktereken keresztül jelenik meg. A videóklipek jelmezeihez különböző tervezőkkel dolgozott együtt. A Disease-ben Peri Rosenzweig, Nick Royal, Charles de Vilmorin és a Comme des Garçons kreációit viselte, míg az Abracadabra-ban a ruhákat Olivier Theyskens és Sam Lewis tervezte, a kalapokat Stephen Jones és Maximilian Gedra, a kiegészítőket pedig a Chrome Hearts és a Dosisg6c. Az utóbbi videó esetében Gaga hangsúlyozta, hogy csapatával azon dolgozott, hogy minimalizálják a ruhatár környezeti kihatását, olyan anyagokat újrahasznosítva, mint például régi esküvői ruhák és korábbi projektekből származó, leselejtezett szövetek. A Mayhem klipjeinek művészi rendezését a The Fame Monster (2009) korszakához hasonlították sötét és teátrális esztétikája miatt. A Vogue úgy jellemezte a vizuális koncepciót, mint „egy kiforrott divat fantasy-t, amely egyenlő mértékben elbűvölő és groteszk”, kiemelve az avantgárd jelmezeket és sminket. Más kiadványok, köztük a Rolling Stone, a Billboard és a Pitchfork dicsérte a művészet és a high fashion aprólékos fúzióját, a Bad Romance (2009) klipjéhez hasonlítva, és kiemelve annak erős konceptuális és filmes minőségét.
2025 februárjában, olyan eseményeken, mint a 67. Grammy-díjátadó és a FireAid koncert, Gaga megtartotta egységes arculatát drámai fekete ruhákkal, elegáns sziluettekkel és olyan feltűnő részletekkel, mint a bubi frizura és a szőkített szemöldök. A Grammy-díjátadón egy viktoriánus ihletésű fekete Samuel Lewis ruhakölteményt viselt, amelyhez egy Louis Comfort Tiffany irányítása alatt tervezett vintage Tiffany & Co. nyakláncot párosított. Egy hónappal később, a március 8-i Saturday Night Live-előadásához ezt a teátrális megjelenést két kontrasztos ruhával folytatta: az Abracadabra című dalhoz egy vörös, a klip képi világát idéző ruhát, a Killah című dalhoz pedig egy lila ruhát viselt, amely a Variety szerint Prince és a glam rock stílus felé hajlott. A magazin „hiperkinetikusnak” nevezte a színpadi jelenlétét, dicsérve mind az energiáját, mind az aprólékos vizuális rendezést. A műsor után Gaga egy Victoria’s Secret bodysuitban volt látható, amelyhez egy spanyol tervező, Betto García fejdísze társult, és a Vogue szerint ez a megjelenés „megmutatta, hogy képes az avantgárd divatot zökkenőmentesen integrálni művészi arculatába”.

## Kompozíció
Gaga szerint a Mayhem egy tisztelgés „a zene iránti szeretete előtt, amely a legkülönbözőbb műfajokat, stílusokat és a különféle álmokat egyesíti”. A Los Angeles Times-nak adott interjújában Gaga kijelentette, hogy az albumra nagy hatással van az indusztriális zene, ami abból fakad, hogy érdekli az elektronikus zene különböző aspektusainak felfedezése. Kifejtette: „Imádtam megismerni az indusztriális zenét és az elektronikus zene különböző területeit”, és hangsúlyozta, hogy folyamatosan törekszik a műfajok keverésére: „Valószínűleg sokan bírálnak azért, mert nem ragaszkodom egyetlen dologhoz, de nekem ez a lételemem”. A hangzást „teljes káoszként” jellemezte, amely „sok szabályt megszeg és nagyon szórakoztató”, és olyan hatásokat említett, mint „’90-es évekbeli alternatív, elektro-grunge, Prince és Bowie dallamok, gitár és funky basszus, francia elektronikus zene és analóg szintetizátorok”. A műfaj szempontjából hozzátette: „Egyszerűen jó érzés. Jól hangzik. Arról szól, hogy a saját káoszodat követed, bárhová is vigyen az életben”. A Slant Magazine szerint a Mayhem szinte teljes egészében a ’80-as évek szintipop világa körül forog, különösen a középső szakaszán, a Zombieboy-tól a Bowie-szerű Killah-ig. A Rolling Stone szerint a lemez egy tisztelgés Gaga zenei hatásai előtt , „kaotikusnak és folyton változónak” nevezve.

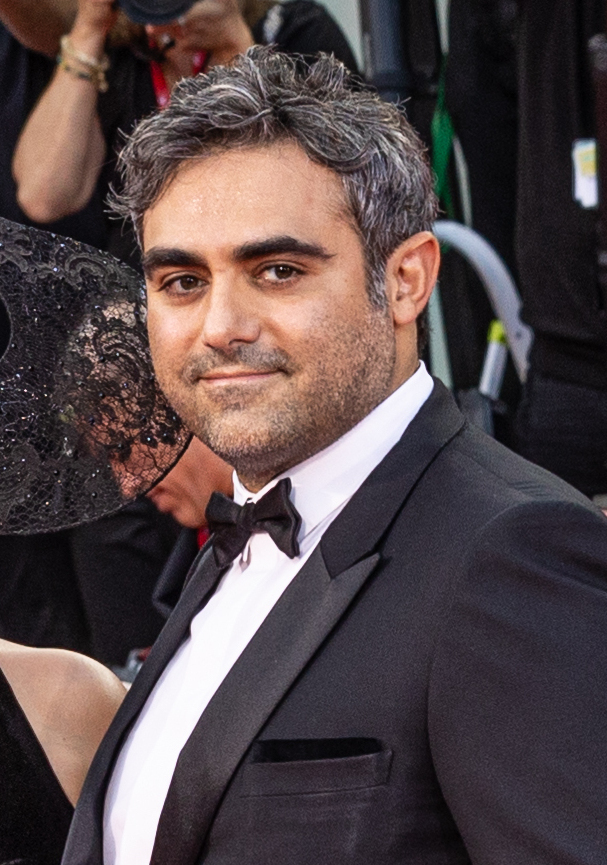
Gaga vőlegénye, Michael Polansky (a képen) hét dalt írt vele közösen a Mayhem című albumra

Gaga elárulta, hogy több mint 50 dalt írt és vett fel a projekthez, és 14-et választott ki a standard kiadáshoz. Úgy fogalmazott, hogy ez „visszatérés egy korábbi folyamathoz”, amely magában foglalja az élő hangszerelést és az analóg kísérletezést. Vőlegénye, Michael Polansky kulcsszerepet játszott a kreatív munkában, és arra bátorította, hogy térjen vissza a popzenéhez. Gaga kifejtette, hogy az ő támogatása segített neki újra kapcsolatba kerülni a művészetével, és az albumot a Chromatica-hoz képest „megújult boldogságként” jellemezte. A Blade of Grass című dalt egy kettejük közötti beszélgetés ihlette, és ő győzte meg őt arról is, hogy a How Bad Do U Want Me című számot tartsa az albumon. Interjúkban azt nyilatkozta, hogy az album szakítást jelent a konceptuális korlátoktól, és a személyes önfelfedezés folyamatát tükrözi. Gaga kifejtette:
„Az album készítése közben megtanultam igazán szeretni magam. Az üzenet része... az, hogy a démonjaid veled vannak az elején és a végén is... Talán hamarabb összebarátkozhatunk ezzel a valósággal, ahelyett, hogy állandóan menekülnénk előle.”
Cirkut, a lemez egyik producere a Billboard-nak elmondta, hogy a Mayhem első kislemezével, a Disease-zel az volt a céljuk, hogy „Gaga lényegét” megragadják „egy friss lendülettel”. „Merésznek és agresszívnek” írta le, és olyan drámai, teátrális hangzásra törekedett, amely „azonnal hat a hallgatóra”. Watt a felvételi folyamatot „spontánnak” nevezte, elmesélve, hogy „Gaga meghall valamit, megragadja a mikrofont, és szárnyal”. Hozzátette, hogy az Abracadabra a felvétel helyszínén született, Gaga a dallamot zongorán dolgozta ki és építette fel. A Marssal való együttműködésével kapcsolatban Gaga elmondta, hogy a felvételek alatt egy este felhívták, és egy közeli stúdióban találkoztak. Aznap este fejezték be a Die with a Smile című dalt, amely az 1970-es évek stílusú harmóniákból és olyan művészekből merített, mint Carole King és James Taylor. Watt elmondta, hogy a felvétel teljesen élőben zajlott, Gaga akkordokat és basszusbetéteket írt, míg Mars gitározott. Bár eredetileg nem tervezték az albumra, Gaga úgy jellemezte a számot, mint a „hiányzó darabot”, amely egyesíti a szerelem, a káosz és a megbékélés témáit, ugyanakkor Watt állította, hogy mindig is a lemezre szánták.

### Zene és dalszöveg
Zeneileg a Mayhem olyan műfajokat ölel fel, mint a dance-pop, az indusztriális zene és az EDM, a szintipop, a house, a funk és a soft rock elemeit is magába foglalva. Az album Gaga visszatérését jelzi egy merészebb és experimentálisabb hangzáshoz, eltávolodva a Chromatica-tól (2020), és visszanyerve azt az eklektikus stílust, amely meghatározta korai karrierjét.
Hangzásilag a Mayhem az elektro-grunge, a színházi rock és a funk hatásait ötvözi, változatos, mégis egységes produkciót alkotva. A Rolling Stone úgy jellemezte, hogy „elektronikus gyökereinek fúziója elsöprő energiával”, míg a The Guardian kiemelte, hogy képes vegyíteni az indusztriált, a house-t és a diszkót anélkül, hogy elveszítené relevanciáját. Az NME és a Clash egyetértett abban, hogy az album visszatérést jelent a művész „maximalista popjához”, emlékezetes hookokkal és olyan produkcióval, amely az eurodance-re és az 1970-es évek funk stílusára hajaz. Eközben a The Independent megjegyezte, hogy a Mayhem a kontrollált káoszával tűnik ki, amely a korai munkásságának intenzitását csiszolt és modern produkcióval ötvözi.
Az énekesnő azt is hangsúlyozta, hogy a bálkultúra állandó hatással volt művészetére, és megjegyezte, hogy már fiatal korától kezdve inspirálta „a show kecsessége, szabadsága és kifejezőereje”, amelyet New Yorkban fedezett fel a Párizs lángjai (1990) című film révén. Stílusbeli sokszínűségén túl a Mayhemet szokatlan felépítés is jellemzi, ahol minden dal egy-egy fejezetként funkcionál az album átfogó koncepcióján belül. Gaga szerint az volt a szándéka, hogy „elszakadjon az egyetlen hangzás gondolatától”, és különböző érzelmeket fedezzen fel a zenén keresztül. A Rolling Stone-nak így nyilatkozott: „Régi ösvényeket akartam újra bejárni, miközben újakat nyitottam, amit szerintem nehéz megtenni. Vannak olyan pillanatok az albumon, amikor néhányan azt mondhatják, hogy „Ó, ez erre emlékeztet”, mert van egy stílusom, de zeneileg arra törekedtem, hogy új utakra vigyem magam”. A énekesnő úgy jellemezte az albumot, mint „gótikus álmok sorozata, ahol a dance-pop energia, az indusztriális sötétség és a rock színpadiasság egymás mellett él”.

### Dalok

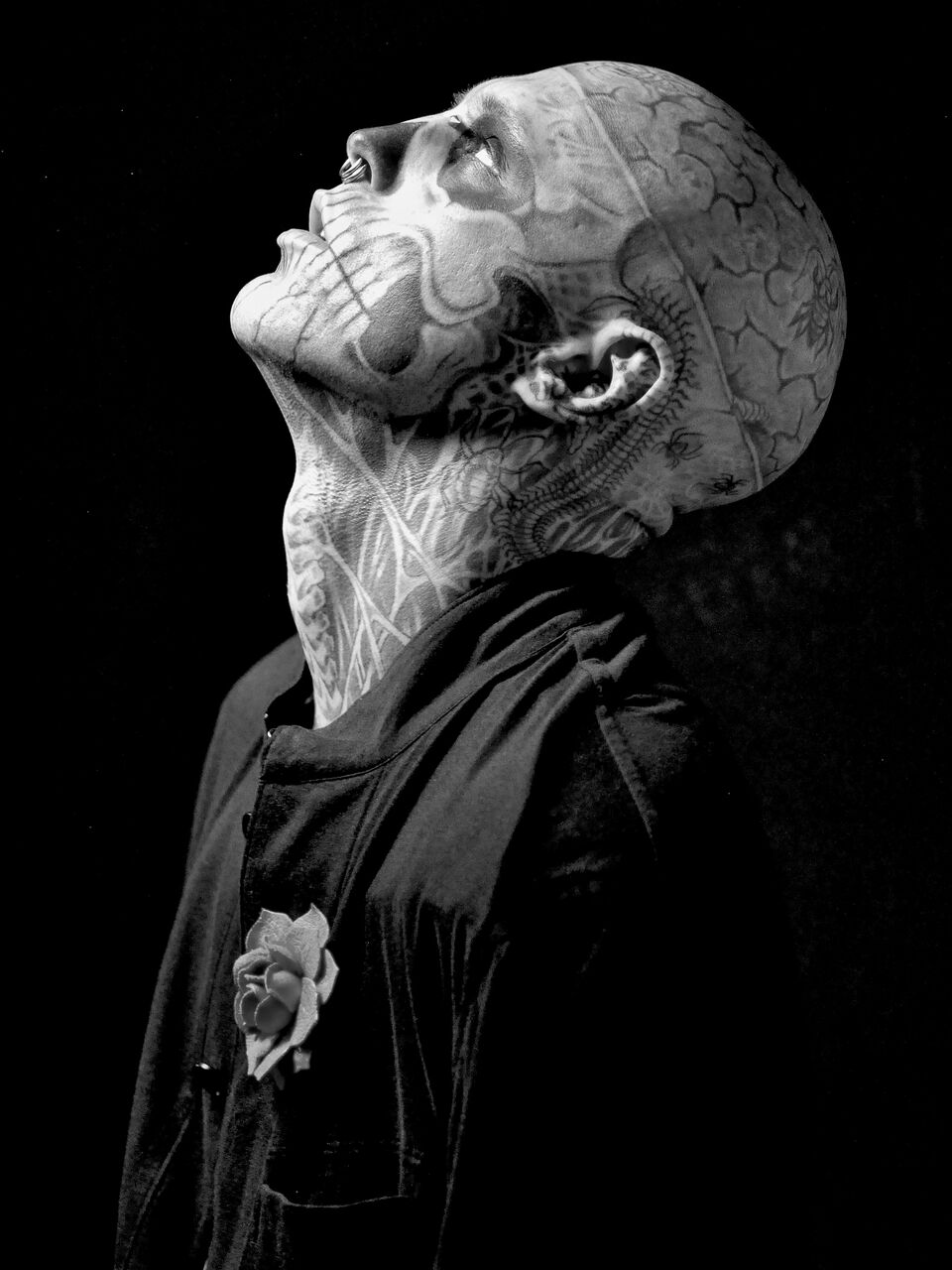
A Zombieboy című szám a néhai modell Rick Genest (a képen) előtt tiszteleg

A Mayhem fő témái a hírnév, az identitás, a vágy és a káosz körül forognak, amelyeket az átalakulás, a kettősség és a mértéktelenség metaforáin keresztül mutatnak be. A dalok a hírnév hatását, a közszereplés és a magánélet közötti küzdelmet, valamint az eufóriát és a vakmerőséget mint a menekülés formáit taglalják. Az albumot a Disease nyitja, egy olyan szám, amely a dance-popot, az EDM-et, az indusztriált, a rockot és a rage stílust ötvözi. Gaga megszállott vágyát fejezi ki, hogy meggyógyítsa szeretőjét, „rockos torokhangokkal” , amely által a punk stílushoz hasonlították. A második szám, az Abracadabra egy dance-pop dal, amely az elektropop, a dark pop, a house és az europop elemeit tartalmazza. A dal a Siouxsie and the Banshees Spellbound című dalát mintázza, ami társszerzői kreditet eredményezett a zenekarnak. Gaga szerint a dalszöveg arról szól, hogy „szembenézünk a kihívásokkal és megtaláljuk a varázslatot”. A harmadik szám, a Garden of Eden a 2000-es évek popját keveri elektronikus elemekkel és torzított refrénnel. A kritikusok megjegyezték rave-szerű hangulatát, valamint az eufória és a sötétség kontrasztját.
A negyedik szám, a Perfect Celebrity az elektro-grunge-ot felhasználva kritizálja a celebkultúrát és a média megítélését. Az ötödik szám, a Vanish into You a glam rockot és a experimentális popot keveri, Bowie ihlette refrénekkel és a feladásról szóló szöveggel. A hatodik szám, a Gesaffelstein által készített Killah indusztriális elektro-funkot, Nine Inch Nails-hatásokat és femme fatale-szövegeket tartalmaz. A hetedik dal, a Zombieboy Rick Genest előtt tiszteleg, funkot és diszkót vegyít a túlzásokról szóló szöveggel. A nyolcadik szám, a LoveDrug az arénarockot idézi, a függőségre, mint a szerelem metaforájára való utalásokkal.
A kilencedik dal, a How Bad Do U Want Me az 1980-as évek szintipopját idézi, és a képzelőerő és a vágyakozás témáját járja körül, utalva a Depeche Mode-ra és a Yazoo-ra. A következő szám, a Don’t Call Tonight visszatér a funkhoz és az europophoz talk box effektekkel és a mérgező szerelemről szóló szöveggel. A tizenegyedik szám, a Shadow of a Man az iparban tapasztalható szexizmust tárgyalja diszkó-elektropop alapokon. A tizenkettedik szám, a The Beast a kettősséggel és a vágyakozással játszadozik, drámai gitárszólóval. Az utolsó előtti szám, a Blade of Grass egy minimalista ballada, amelyet Gaga vőlegénye és egy szimbolikus lánykérés ihletett. Az albumot a tizennegyedik szám, a Die with a Smile zárja, egy érzelmes ballada a feltétel nélküli szeretetről a káosz közepette.

## Kiadás
A Joker: Kétszemélyes téboly (2024) promóciója során Gaga megerősítette, hogy az album első kislemeze 2024 októberében jelenik meg, maga az album pedig a tervek szerint a következő év februárjában. A közelgő projektről a film sajtókörútja során beszélt bővebben. 2025. január 21-én Gaga elindított egy visszaszámlálást a honlapján, amely január 27-én ért véget. A weboldalon minden nap a korábbi lemezei által inspirált grafikákat mutatott be, kezdve a The Fame (2008) című albummal, majd a The Fame Monster (2009), a Born This Way (2011), az Artpop (2013), a Joanne (2016), a Chromatica (2020) és a Harlequin (2024) című albumokkal. Amikor a visszaszámlálás véget ért, nyilvánosságra került az album hivatalos borítója és a március 7-i megjelenési dátum. A hivatalos bejelentést megelőzően promóciós plakátok jelentek meg New Yorkban, amelyeken Gaga fekete-fehér fotója volt látható, az album címe és a megjelenés dátuma piros betűkkel írva az alján.
Február 17-én Gaga új interaktív háttérrel frissítette weboldalát. A látogatók dalszövegeket tudtak feltárni az albumról, amelyek megjelentek és eltűntek, ahogy a kurzor a képernyőn mozgott. Február 22-én Gaga a közösségi médiában nyilvánosságra hozta a hivatalos számlistát, megerősítve, hogy a Mayhem 14 számot tartalmaz majd a standard kiadásban, plusz két bónusz számot. A Mayhem világszerte az Interscope Records gondozásában jelent meg CD, digitális letöltés, streaming és bakelit formátumban. Különböző limitált kiadású fizikai kiadványok is megjelentek, köztük az eredeti borító dizájnnal ellátott bakelit és kazetta változatok.

### Borító
A Mayhem borítóját 2025. január 27-én mutatták be Gaga hivatalos weboldalán és internetes platformjain keresztül. A standard kiadás borítóján Gaga kócos fekete hajjal látható egy törött üveg mellett; tükörképe egy kissé eltorzult arcot ábrázol. A hátsó borító változatlanul fekete-fehér, a Mayhem felirat pedig torz és erőteljes betűtípussal, míg alatta Lady Gaga klasszikusabb betűtípussal, az első „A” betűvel fordítva jelenik meg. A fotózást Frank Lebon irányította. Az Elle-nek adott interjújában Gaga elárulta, hogy az album címe egy olyan karakternek felel meg, akinek a jelenléte végig érződik a tizennégy számon: Mayhem. A Disease videóklipjében Mayhem -– akit Gaga alakít feketébe öltözve, hatalmas körmökkel -– egy véres szemű, autót vezető alakként jelenik meg. A címválasztással kapcsolatban Gaga azt nyilatkozta, hogy „az albumot azért neveztük el Mayhem-nek, hogy emléket állítsunk egy darabnak belőlem és az élet egy olyan darabjának, amelyet nem mindig könnyű elfogadni”. Ezt tovább részletezte:
Először nehéz volt Mayhem-nek elnevezni az albumot, mert annyira nem akarom, hogy ez az érzés valós legyen. Bizakodó ember vagyok. Én is álmodozó típus vagyok, de azt hiszem, végül is arra jutottam, hogy a törések, amik bennünket jellemeznek, a világ törései, valamint a törés okozta zűrzavar végül megtanít minket az öröm erejére, a táncra, a sírásra, a nevetésre, a zenehallgatásra, a barátaid és a családod támogatására, és ezt újra meg újra! Ez az album szórakoztató. Élveztem a kontrasztot egy olyan szórakoztató albumban, amelynek mindeközben a címe Mayhem („káosz, zűrzavar”).

## Népszerűsítés

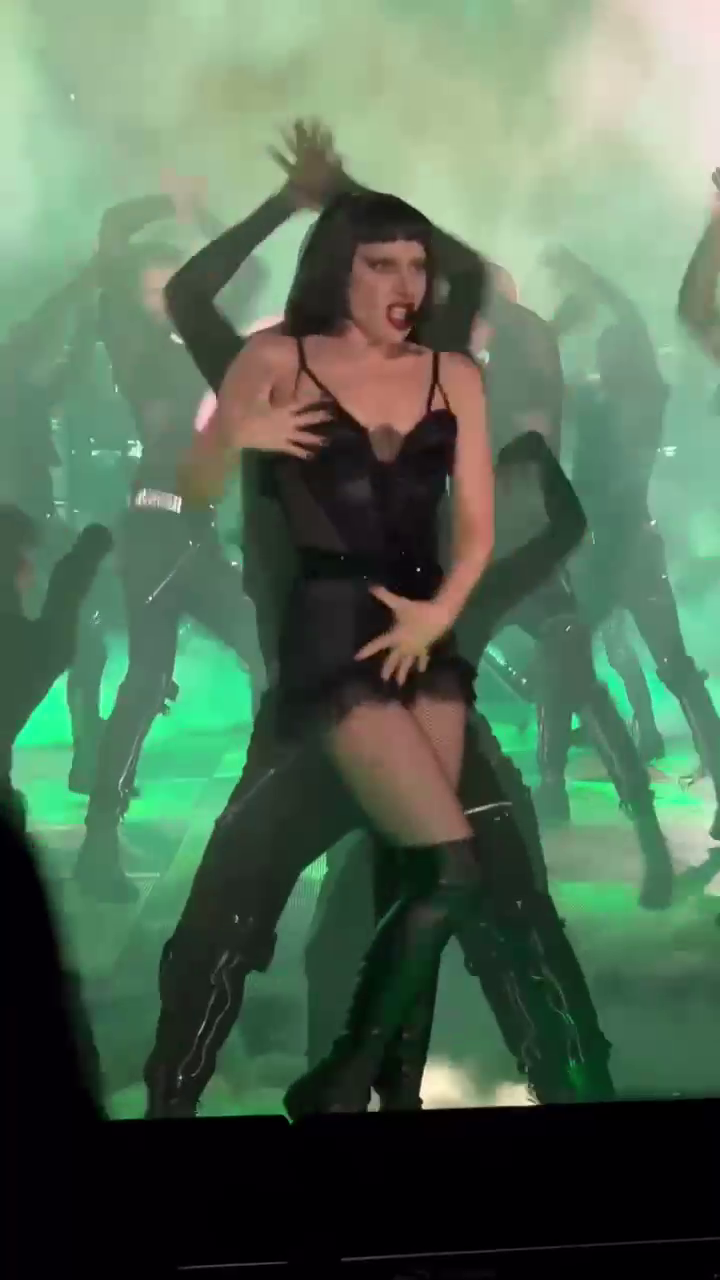
Gaga a Garden of Eden előadása közben a 2025-ös Copacabana Beach-i koncertjén, amely 2,5 millió látogatót vonzott

December 15-én Gaga előadta a Disease és a Die with a Smile című dalokat az Apple TV+-on közzétett Carpool Karaoke karácsonyi különkiadásában. A Hot Ones elnevezésű YouTube-websorozat február 13-án egy epizódot tett közzé, amelyben interjút készítettek Gagával. Ezt február 19-én a Vanity Fair Lie Detector Test websorozatában való szereplés követte. Március 5-én az ESPN-nel együttműködve Gaga bemutatta a Garden of Eden című dal egy részletét, amelyet a 2025-ös Forma-1-es szezon hivatalos dalának választottak. A Spotify március 6-án megrendezte a „Little Monster Press Conference” elnevezésű eseményt, amelyen Gaga rajongói kérdésekre válaszolt. A Saturday Night Live március 8-i epizódjában Gaga karrierje során másodszorra vállalt „kettős feladatot”: az est házigazdája volt és zenei vendégként is fellépett. Először adta elő élőben az Abracadabra és a Killah című dalokat. Március 11-én az Abracadabra és a Perfect Celebrity akusztikus verzióit adta elő élőben a The Howard Stern Show-ban. Március 13-án Gaga és a Mastercard Los Angelesben megrendezte a Club Mayhem nevű exkluzív partit, ahol az énekesnő csatlakozott rajongóihoz és táncosaihoz. 2025. május 13-án Gaga az Abracadabra, a Perfect Celebrity, a How Bad Do U Want Me és a Vanish into You című dalokat adta elő a YouTube Brandcast rendezvényen, amelyet a New York-i Geffen Hallban rendeztek meg. 2025. május 31-én Gaga a Netflix Tudum rendezvényén lépett fel egy különleges, Wednesday ihlette előadással: egy „Here lies the monster queen” feliratú koporsóból bukkant elő, hogy előadja a Zombieboy-t és az Abracadabra-t, Az Addams Family-re emlékeztető gótikus kinézetű táncosok kíséretében.

### Kislemezek
Az album első kislemeze, a Disease 2024. október 25-én jelent meg. Az elektropop és dark-pop dal többnyire pozitív kritikákat kapott és több országban, köztük az Egyesült Államokban és az Egyesült Királyságban is a Top 30-ban szerepelt. A Disease-t két akusztikus változat kiadása kísérte: „The Antidote”, zongorán előadva, november 13-án, és „The Poison”, elektromos gitáron előadva, november 20-án.
2025. február 2-án Gaga részt vett a 67. Grammy-díjátadón, és a Mastercarddal való együttműködés keretében egy reklámszünetben bemutatta az Abracadabra című dalhoz készült videóklipet. A szám másnap jelent meg az album második kislemezeként. A dal dance-pop energiája és teátrális látványvilága által számos összehasonlítást kapott Gaga korábbi munkáival, és a Die with a Smile után ez lett Gaga karrierjének második Top 10-es, illetve a Mayhem második Top 5-ös kiadványa a Billboard Global 200-as listáján. Március 29-én megjelent Gaga és a Mastercard hivatalos közösségi médiacsatornáin keresztül az Abracadabra (Fan Version) című videóklip Parris Goebel rendezésében, amelyben 32, a vállalat versenyén kiválasztott rajongó szerepel.

### Promóciós koncertek és turné
2025 tavaszán Gaga egy sor promóciós koncertet hirdetett meg az album népszerűsítésére. 2024 novemberében a közösségi médián keresztül bejelentette, hogy 2025 áprilisában visszatér a Coachella fesztivál színpadára. A „hatalmas káosz éjszakájaként jellemezte a sivatagban”, és kifejtette, hogy volt egy víziója a Coachelláról, amit korábban nem tudott teljesen megvalósítani az előre nem látható körülmények miatt, de most készen áll arra, hogy megvalósítsa a rajongók számára. Gaga egy-egy koncertet adott április 11-én és 18-án. Ezt április 26-án és 27-én két stadionkoncert követte a mexikóvárosi Estadio GNP Seguros-ban „Long Live Mayhem” elnevezéssel.
2025. május 3-án ingyenes koncertet adott a brazíliai Rio de Janeiróban, a Copacabana Beach-en. A koncert – melyet élőben közvetítettek – a „Mayhem on the Beach” címet kapta és a becslések alapján mintegy 2,5 millió nézőt vonzott a helyszínre, ezzel minden idők leglátogatottabb koncertje lett női előadótól. Március 10-én Gaga az Instagramon jelentette be, hogy négy koncertet ad a szingapúri Nemzeti Stadionban. A „Lion City Mayhem” névre keresztelt koncertek lesznek Gaga egyetlen ázsiai fellépései 2025-ben.
2025. március 26-án bejelentették a The Mayhem Ballt elnevezésű turnét, amely Észak-Amerikát és Európát járja majd be, 2025 júliusától novemberéig. Nem sokkal később több stadionkoncertet is bejelentettek 2025 decemberére Ausztráliában.

## A kritikusok értékelései
A Mayhem pozitív fogadtatásban részesült megjelenésekor, a legtöbb kritikus kiemelte, hogy Gaga visszatért a régi önmagához. A Metacritic kritika-gyűjtő oldal szerint a Mayhem „általános elismerést” kapott a 24 kritikus által adott 100-ból 84-es súlyozott átlagpontszám alapján. Ez lett karrierje legelismertebb albuma. Az AnyDecentMusic? a kritikai konszenzus értékelése alapján 10-ből 7,5 pontot adott az albumnak.
Brittany Spanos a Rolling Stone-tól a Mayhemet „az év legerősebb pop kiadványának” nevezte, és dicsérte Gaga hitelességét. Alexis Petridis a The Guardian-tól dicsérte a Mayhem elektronikus, house és diszkó ötvözetét emlékezetes dallamokkal. A Mayhemet „következetesen jól megírt, hookokkal teli, és érdekes zenei fordulatokkal megszórt” lemezként jellemezte. Ed Potton, a The Times munkatársa úgy jellemezte az albumot, mint „diadalmas visszatérést ahhoz a pophoz, amely kezdetben híressé tette őt”. Neil McCormick, a Daily Telegraph munkatársa Gaga dalstruktúráját és a hookokat dicsérte, kiemelve, hogy olyan 1980-as évekbeli ikonok inspirálták, mint David Bowie, Madonna, a Blondie és a Siouxsie and the Banshees. Steven J. Horowitz, a Variety munkatársa a The Fame (2008) című debütáló albumára való visszautalásokat említette, és megjegyezte, hogy a lemez „egyértelműen Gagás”. Rich Juzwiak, a Pitchfork munkatársa a Mayhemet 10-ből 8-ra értékelte, „a jó hangulat masszív rohamának” nevezte, és „emlékeztetőnek arra, hogy a rajongók miért szerettek bele Gagába”. Kiemelte a belső konfliktusok feltárását, mondván, hogy „a kettősség, a sorsszerűség és a vallási képek alkotják az egzisztenciális szálakat, amelyek összetartják az albumot”.
A Los Angeles Times Mikael Woodja úgy jellemezte az albumot, hogy „pimasz, nyüzsgő, tele aprólékos groove-okkal és szakszerűen kidolgozott hookokkal”, kiemelve Cirkut, Watt és Gesaffelstein produceri munkáját. Wood arra a következtetésre jutott, hogy a Mayhem „dallamosabb, összetartóbb és tagadhatatlanul szórakoztatóbb”, mint a legutóbbi munkái. Lindsay Zoladz, a The New York Times munkatársa úgy értékelte az albumot, mint „egy fényes, elegáns és teljesen kifinomult poplemezt”, és kijelentette, hogy „Gaga teljesen elkötelezettnek tűnik” művészi elképzelései iránt, „túláradó energiával és maximalista megközelítéssel”. A The Independent munkatársa, Adam White ötcsillagos kritikát adott róla, kiemelve, hogy a Mayhem visszatér a popos hangzásvilágához, miután egy évtizedig más műfajokat is kipróbált. Nick Levine, az NME munkatársa pozitív kritikájában „nagyszerű Gaga-albumként jellemezte, mert egyszerűen annyira szórakoztató”. Richard Burn a Rolling Stone UK-tól megjegyezte, hogy a Mayhem „pontosan azt a génállományt tartalmazza, ami a korábbi lemezeit, a The Fame-et (2008) és a Born This Way-t (2011) sikeressé tette”. Az Evening Standard munkatársa, India Block szintén ötcsillagos kritikát adott a lemezről, „egész estés tánczenének” nevezve azt, kiemelve az album első felében található „táncparkett slágereket”, a második felében pedig a „tiszta 80-as évekbeli szintizenét”.
Donovan Livesey, a MusicOMH munkatársa a Mayhemet az 5 csillagból 4,5-re értékelte, és úgy jellemezte, hogy „egy felpezsdítő, nagy energiájú hangzavar”, amely „évek óta a legjobb albuma”. CJ Thorpe-Tracey, a The Quietus munkatársa úgy jellemezte az albumot, mint egy kielégítő visszatérést a régi formájához és a tematikus gyökereinek újbóli felfedezését. Neil Z. Yeung, az AllMusic munkatársa úgy méltatta az albumot, mint egy visszatérést Gaga gyökereihez, amely a legextravagánsabb energiáját merész és változatos produkcióval ötvözi. Kiemelte az album első felében az indusztriális hangzások hatását, a későbbi számokban pedig a funk és a diszkó fúzióját, és arra a következtetésre jutott, hogy az album frissítő művészi szabadságot képvisel a karrierjében. Mary Siroky, a Consequence munkatársa úgy méltatta a Mayhemet, mint „egy olyan művet, amely egyensúlyoz a tiszteletadás és az eredetiség között”, kiemelve Gaga képességét, hogy saját művészi identitásán keresztül tudja közvetíteni hatásait. Joe Muggs, a The Arts Desk munkatársa a Mayhemet „egy óriási élménynek” nevezte, és dicsérte Gagát, amiért „ragaszkodik ahhoz, amihez a legjobban ért”. Dakota West Foss, a Sputnikmusic munkatársa „Gaga eddigi legközvetlenebb albumának”, valamint „az elmúlt évek legvidámabb és legkreatívabb albumának” nevezte, kiemelve a „gondtalan szórakozás és felfedezés” érzését.
David Cobbald, a The Line of Best Fit kritikusa „inkább ihletett, mint inspiráló albumnak” nevezte a lemezt. Bár dicsérte a produkciót és a nosztalgikus utalásokat, megjegyezte, hogy hiányzik belőle a kampányban ígért káosz, és arra a következtetésre jutott, hogy Gaga ezúttal „ragaszkodik a szabályokhoz ahelyett, hogy újra kitalálná őket”. Robin Murray, a Clash munkatársa dicsérte az „izgalmas visszatérést a dark pophoz” és Gaga „erőteljes, elkerülhetetlenül teátrális” visszatérését, de megjegyezte, hogy a lágyabb pillanatokra való átmenetet kínosnak érezte. A Slant Magazine-os Alexa Camp vegyes, háromcsillagos kritikát írt, dicsérte a kislemezválasztásokat, de az albumot összességében „eléggé unalmasnak” nevezte, megállapítva, hogy nem tér vissza a korábbi albumok hangzásvilágához, és „csalinak és átverésnek” nevezte, ami valószínűleg sok rajongót csalódottan hagy majd maga után. Hasonlóan vélekedett Ludovic Hunter-Tilney, a Financial Times munkatársa is, aki a Mayhemet „elveszettnek” nevezte, és az albumot összességében „rutinszerűnek, kockázatkerülőnek és egyáltalán nem kaotikusnak” minősítette.
Craig Jenkins, a Vulture munkatársa kiemelte, hogy a Mayhem, Justin Timberlake Everything I Thought It Was és Katy Perry 143 című albumával együtt „a múltbéli önmaguk és a modern trendek talaján lavírozni próbáló hangzások felmérését” jelenti, megjegyezve, hogy az album „egy burkolt zenei önéletrajzként” működhetett volna, ha Gaga nem töltötte volna az utolsó felét azzal, hogy „eltűnik kortársai jellegzetes húzásaiban”. Jenkins Taylor Swifthez hasonlította, különösen az olyan számok esetében, mint a How Bad Do U Want Me és a The Beast, és úgy jellemezte az előbbit, mint Swift „jó kislányos-rossz fiús” dalszerzői stílusának „szerepcseréjét”, miközben arra a következtetésre jutott, hogy a Mayhem sokoldalúsága „kezd olyan érzés lenni, mintha a művésznő saját zenei trükkjeit kérdőjelezné meg”. Callie Ahlgrim, a Business Insider munkatársa megjegyezte, hogy az albumot „erősen avantgárd képekkel” és „korábbi korszakainak fantasztikus visszhangjaival” reklámozták, az album Disease és Abracadabra című kislemezdalai pedig „Gaga korai provokatív popzenéjéhez hasonlíthatók”, ugyanakkor kijelentette, hogy az album „nem a The Fame Monster újjáéledése, amire számítottunk”, miközben azt sugallta, hogy „a visszatérés a régi formához narratíva nagyon csábító, de egyben gyerekes és leszűkítő is lehet”.

## Kereskedelmi teljesítmény
A Mayhem az első napon 45,7 millió globális streameléssel debütált a Spotify-on, ami a Chromatica után Gaga második legmagasabb debütálása lett a platformon. Az első héten a 2025-ös év addigi legjobb debütálását érte el a Spotify-on női előadótól 219 millió streameléssel, ami egyben Gaga legmagasabb heti streaming értéke egy album esetén. Emellett a Mayhem volt a Spotify Weekly Top Albums Global legmagasabb új belépője, az első helyen debütált. Különböző jelentések szerint az album bakelit kiadásai „gyorsan elfogytak”, és sikeresen debütáltak a bakelit listák első helyén többek között Ausztráliában, Hollandiában, az Egyesült Királyságban és Svédországban.
Az Egyesült Államokban a Mayhem 219 000 albummal egyenértékű egységgel a Billboard 200-as lista első helyén debütált, és ezzel Gaga hetedik albuma lett, amely a lista élére került. Ebből 136 000 darab fizikai eladásból származott, így a lemez a Top Album Sales chart első helyén debütált; a Forbes szerint ez a szám meghaladta az ország tíz soron következő legkelendőbb albumának együttes eladásait ugyanazon a héten. A fizikai példányok közül 74 000 bakelitlemez volt, ami Gaga karrierjének legnagyobb bakelit eladási hetét jelentette; az album a Top Vinyl Albums lista első helyén nyitott. Emellett a 108 millió streamelés Gagának karrierjének legnagyobb streaming hetét hozta, és biztosította a Top Streaming Albums chart első helyét. Ezekkel az eredményekkel a Mayhem 2025 legnagyobb női album hetét könyvelhette el, és az elmúlt több mint hat hónap legmagasabb debütálását produkálta egy női előadótól. A Mayhem a Top Dance Albums listán is az első helyen debütált; ez lett a nyolcadik albuma, amely elérte ezt a pozíciót, és rekordot állított fel azzal, hogy megelőzte Louie DeVito-t, mint a legtöbb első helyezett albummal rendelkező előadó a lista 24 éves történetében. Kanadában az album március 22-én debütált a Canadian Albums Chart első helyén, ezzel Gaga ötödik albuma lett, amely a csúcsra került, és a Music Canada arany minősítéssel illette, miután több mint 40 000 darabot adtak el belőle az országban.
Az Egyesült Királyságban a Mayhem 55 577 album-egyenértékű egységgel debütált az első helyen a UK Albums Charton, amelyből 36 159 fizikai példány volt, ezzel Gaga hatodik albuma lett, amely a lista élére került. A Music Week szerint a Mayhem felülmúlta a hét öt legnépszerűbb albumát együttvéve, miközben Gaga legmagasabb első heti eladását produkálta az Egyesült Királyságban 2013 óta, amikor az Artpop debütált az első helyen 65 608 darabos eladással. A listán töltött második héten az album három helyet esett vissza a negyedik pozícióra, és további 12 800 példányban kelt el. Április 25-én a Brit Hanglemezgyártók Szövetsége (BPI) arany minősítést adott az albumnak, miután az eladott példányszám meghaladta a 100 000-et. Németországban az album a német albumlistán az első helyen debütált, ezzel a harmadik listavezetője lett az országban, és 14 év után az első a Born This Way (2011) óta. Spanyolországban az album a Promusicae Top 100 Álbumes listájának első helyén debütált, és az énekesnő első olyan albuma lett, amely a ranglista élén végzett. Ausztriában, Belgiumban, Skóciában, Olaszországban, Írországban és Svájcban az album az első helyen debütált a hivatalos listákon, míg Franciaországban és Hollandiában a második pozíciót érte el. A skandináv országokon belül a Mayhem Finnországban és Norvégiában az első helyen debütált, míg Svédországban a második, Izlandon pedig a hatodik helyen végzett. A balti államokban az album Litvániában a harmadik helyen debütált.
Japánban az album a tizennegyedik helyen debütált az Oricon Albums Charton a 2025. március 17-i héten. A Billboard Japan Hot Albums Charton az album a 81. helyen debütált a 2025. március 12-i héten, a március 7-i megjelenés utáni mindössze három napos adatok alapján. A második héten a 43. pozícióig lépett előre. Ausztráliában az album az első helyen debütált az ausztrál albumlistán, ezzel az ötödik listavezetője lett az országban, és a tizenharmadik albuma, amely a Top 50-be került. Új-Zélandon is az első helyen végzett, ahol ez lett az ötödik albuma, amely az Official Top 40 Albums chart élére került.

## Az albumon szereplő dalok listája
| Mayhem standard kiadás | Mayhem standard kiadás                  | Mayhem standard kiadás                                                         | Mayhem standard kiadás         | Mayhem standard kiadás | Mayhem standard kiadás | Mayhem standard kiadás | Mayhem standard kiadás | Mayhem standard kiadás | Mayhem standard kiadás |
|                        | Cím                                     | Szerző(k)                                                                      | Producer(ek)                   | Hossz                  |                        |                        |                        |                        |                        |
| ---------------------- | --------------------------------------- | ------------------------------------------------------------------------------ | ------------------------------ | ---------------------- | ---------------------- | ---------------------- | ---------------------- | ---------------------- | ---------------------- |
| 1.                     | Disease                                 | Lady Gaga Andrew Watt Henry Walter Michael Polansky                            | Gaga Watt Cirkut               | 3:49                   |                        |                        |                        |                        |                        |
| 2.                     | Abracadabra                             | Gaga Watt Walter Susan Ballion Peter Edward Clarke John McGeoch Steven Severin | Gaga Cirkut Watt               | 3:43                   |                        |                        |                        |                        |                        |
| 3.                     | Garden of Eden                          | Gaga Watt Mike Lévy Walter                                                     | Gaga Gesaffelstein Watt Cirkut | 3:59                   |                        |                        |                        |                        |                        |
| 4.                     | Perfect Celebrity                       | Gaga Watt Walter Lévy                                                          | Gaga Watt Cirkut               | 3:49                   |                        |                        |                        |                        |                        |
| 5.                     | Vanish into You                         | Gaga Watt Walter Polansky                                                      | Gaga Watt Cirkut               | 4:04                   |                        |                        |                        |                        |                        |
| 6.                     | Killah (Gesaffelstein közreműködésével) | Gaga Watt Lévy Walter                                                          | Gaga Gesaffelstein Watt Cirkut | 3:30                   |                        |                        |                        |                        |                        |
| 7.                     | Zombieboy                               | Gaga Watt Walter James Fauntleroy                                              | Gaga Watt Cirkut               | 3:33                   |                        |                        |                        |                        |                        |
| 8.                     | LoveDrug                                | Gaga Watt Walter Polansky                                                      | Gaga Watt Cirkut               | 3:13                   |                        |                        |                        |                        |                        |
| 9.                     | How Bad Do U Want Me                    | Gaga Watt Polansky Walter                                                      | Gaga Watt Cirkut               | 3:58                   |                        |                        |                        |                        |                        |
| 10.                    | Don’t Call Tonight                      | Gaga Watt Walter Polansky                                                      | Gaga Watt Cirkut               | 3:45                   |                        |                        |                        |                        |                        |
| 11.                    | Shadow of a Man                         | Gaga Watt Walter                                                               | Gaga Watt Cirkut               | 3:19                   |                        |                        |                        |                        |                        |
| 12.                    | The Beast                               | Gaga Watt Walter Polansky                                                      | Gaga Watt Cirkut               | 3:54                   |                        |                        |                        |                        |                        |
| 13.                    | Blade of Grass                          | Gaga Watt Lévy Polansky                                                        | Gaga Watt Gesaffelstein        | 4:17                   |                        |                        |                        |                        |                        |
| 14.                    | Die with a Smile (Bruno Marssal)        | Mars Gaga Dernst Emile II Fauntleroy Watt                                      | Mars D’Mile Gaga Watt          | 4:11                   |                        |                        |                        |                        |                        |
| 53:04                  |                                         |                                                                                |                                |                        |                        |                        |                        |                        |                        |

| Mayhem – Bolti exkluzív CD kiadás, japán CD kiadás, különböző bakelit kiadások | Mayhem – Bolti exkluzív CD kiadás, japán CD kiadás, különböző bakelit kiadások | Mayhem – Bolti exkluzív CD kiadás, japán CD kiadás, különböző bakelit kiadások | Mayhem – Bolti exkluzív CD kiadás, japán CD kiadás, különböző bakelit kiadások | Mayhem – Bolti exkluzív CD kiadás, japán CD kiadás, különböző bakelit kiadások | Mayhem – Bolti exkluzív CD kiadás, japán CD kiadás, különböző bakelit kiadások | Mayhem – Bolti exkluzív CD kiadás, japán CD kiadás, különböző bakelit kiadások | Mayhem – Bolti exkluzív CD kiadás, japán CD kiadás, különböző bakelit kiadások | Mayhem – Bolti exkluzív CD kiadás, japán CD kiadás, különböző bakelit kiadások | Mayhem – Bolti exkluzív CD kiadás, japán CD kiadás, különböző bakelit kiadások |
|                                                                                | Cím                                                                            | Szerző(k)                                                                      | Hossz                                                                          |                                                                                |                                                                                |                                                                                |                                                                                |                                                                                |                                                                                |
| ------------------------------------------------------------------------------ | ------------------------------------------------------------------------------ | ------------------------------------------------------------------------------ | ------------------------------------------------------------------------------ | ------------------------------------------------------------------------------ | ------------------------------------------------------------------------------ | ------------------------------------------------------------------------------ | ------------------------------------------------------------------------------ | ------------------------------------------------------------------------------ | ------------------------------------------------------------------------------ |
| 5.                                                                             | Can’t Stop the High                                                            | Gaga Watt Walter                                                               | 3:31                                                                           |                                                                                |                                                                                |                                                                                |                                                                                |                                                                                |                                                                                |
| 56:35                                                                          |                                                                                |                                                                                |                                                                                |                                                                                |                                                                                |                                                                                |                                                                                |                                                                                |                                                                                |

| Mayhem – Target exkluzív kiadás, HMV exkluzív kiadás, JB Hi-Fi kiadás | Mayhem – Target exkluzív kiadás, HMV exkluzív kiadás, JB Hi-Fi kiadás | Mayhem – Target exkluzív kiadás, HMV exkluzív kiadás, JB Hi-Fi kiadás | Mayhem – Target exkluzív kiadás, HMV exkluzív kiadás, JB Hi-Fi kiadás | Mayhem – Target exkluzív kiadás, HMV exkluzív kiadás, JB Hi-Fi kiadás | Mayhem – Target exkluzív kiadás, HMV exkluzív kiadás, JB Hi-Fi kiadás | Mayhem – Target exkluzív kiadás, HMV exkluzív kiadás, JB Hi-Fi kiadás | Mayhem – Target exkluzív kiadás, HMV exkluzív kiadás, JB Hi-Fi kiadás | Mayhem – Target exkluzív kiadás, HMV exkluzív kiadás, JB Hi-Fi kiadás | Mayhem – Target exkluzív kiadás, HMV exkluzív kiadás, JB Hi-Fi kiadás |
|                                                                       | Cím                                                                   | Szerző(k)                                                             | Hossz                                                                 |                                                                       |                                                                       |                                                                       |                                                                       |                                                                       |                                                                       |
| --------------------------------------------------------------------- | --------------------------------------------------------------------- | --------------------------------------------------------------------- | --------------------------------------------------------------------- | --------------------------------------------------------------------- | --------------------------------------------------------------------- | --------------------------------------------------------------------- | --------------------------------------------------------------------- | --------------------------------------------------------------------- | --------------------------------------------------------------------- |
| 11.                                                                   | Kill for Love                                                         | Gaga Watt Walter                                                      | 4:09                                                                  |                                                                       |                                                                       |                                                                       |                                                                       |                                                                       |                                                                       |
| 57:13                                                                 |                                                                       |                                                                       |                                                                       |                                                                       |                                                                       |                                                                       |                                                                       |                                                                       |                                                                       |

| Mayhem – iTunes Store, Apple Music (bónusz dalok) | Mayhem – iTunes Store, Apple Music (bónusz dalok) | Mayhem – iTunes Store, Apple Music (bónusz dalok) | Mayhem – iTunes Store, Apple Music (bónusz dalok) | Mayhem – iTunes Store, Apple Music (bónusz dalok) | Mayhem – iTunes Store, Apple Music (bónusz dalok) | Mayhem – iTunes Store, Apple Music (bónusz dalok) | Mayhem – iTunes Store, Apple Music (bónusz dalok) | Mayhem – iTunes Store, Apple Music (bónusz dalok) | Mayhem – iTunes Store, Apple Music (bónusz dalok) |
|                                                   | Cím                                               | Rendező(k)                                        | Hossz                                             |                                                   |                                                   |                                                   |                                                   |                                                   |                                                   |
| ------------------------------------------------- | ------------------------------------------------- | ------------------------------------------------- | ------------------------------------------------- | ------------------------------------------------- | ------------------------------------------------- | ------------------------------------------------- | ------------------------------------------------- | ------------------------------------------------- | ------------------------------------------------- |
| 15.                                               | Disease (videóklip)                               | Tanu Muino                                        | 4:21                                              |                                                   |                                                   |                                                   |                                                   |                                                   |                                                   |
| 16.                                               | Die with a Smile (videóklip; Bruno Marssal)       | Mars Daniel Ramos                                 | 4:12                                              |                                                   |                                                   |                                                   |                                                   |                                                   |                                                   |
| 17.                                               | Abracadabra (videóklip)                           | Gaga Parris Goebel Bethany Vargas                 | 4:29                                              |                                                   |                                                   |                                                   |                                                   |                                                   |                                                   |
| 60:06                                             |                                                   |                                                   |                                                   |                                                   |                                                   |                                                   |                                                   |                                                   |                                                   |

Megjegyzések
- Az Abracadabra a Susan Ballion, Peter Edward Clarke, John McGeoch és Steven Severin által írt Spellbound (1981) egy részletét tartalmazza, amelyet a Siouxsie and the Banshees adott elő.

## Közreműködők
Zenészek
- Lady Gaga – vokál (összes dal), szintetizátor hangok (1), billentyűs hangszerek (2–12), zongora (5, 13, 14), Rhodes (7), szintetizátor (11)
- Andrew Watt – elektromos gitár (összes dal), dobok (1–5, 7–13), basszusgitár (1, 2, 4, 5, 7, 10, 11), ütős hangszerek (1, 4, 5, 7, 8, 10, 11, 13); szintetizátor, számítógépes basszus hangok (1); billentyűs hangszerek (2–13), számítógépes dobhangok (2), akusztikus gitár (4, 8, 13), dobgép (12)
- Cirkut – billentyűs hangszerek, szintetizátor (1–13); dobok, számítógépes hangok (1); számítógépes dobhangok (3–13), számítógépes basszus hangok (3, 5–12)
- Gesaffelstein – számítógépes dobhangok, billentyűs hangszerek, szintetizátor (6, 7)
- Chad Smith – dobok (6)
- Bruno Mars – vokál, elektromos gitár (14)
- D’Mile – basszusgitár, dobok (14)

Műszaki közreműködők
- Randy Merrill – maszterelés
- Serban Ghenea – hangkeverés
- Paul Lamalfa – hangmérnök
- Charles Moniz – hangmérnök (14)
- Bryce Bordone – kiegészítő hangkeverés
- Marco Sonzini – kiegészítő hangmérnöki munka
- Tyler Harris – kiegészítő hangmérnöki munka
- Tommy Turner – kiegészítő hangmérnöki munka (1, 9, 10)
- Nick Hodges – kiegészítő hangmérnöki munka (5)
- Alex Resoagli – kiegészítő hangmérnöki munka (14)

## Helyezések
| Lista (2025)                                   | Legjobb helyezés |
| ---------------------------------------------- | ---------------- |
| Argentína (CAPIF)                              | 1                |
| Ausztrália (ARIA)                              | 1                |
| Ausztria (Ö3 Austria)                          | 1                |
| Belgium (Ultratop Flanders)                    | 1                |
| Belgium (Ultratop Wallonia)                    | 1                |
| Csehország (ČNS IFPI)                          | 1                |
| Dánia (Hitlisten)                              | 3                |
| Egyesült Államok (Billboard 200)               | 1                |
| Egyesült Államok (Top Dance/Electronic Albums) | 1                |
| Egyesült Királyság (OCC)                       | 1                |
| Finnország (Suomen virallinen lista)           | 1                |
| Franciaország (SNEP)                           | 2                |
| Görögország (IFPI)                             | 12               |
| Hollandia (Album Top 100)                      | 2                |
| Horvátország Nemzetközi Albumok (HDU)          | 1                |
| Izland (Tónlistinn)                            | 6                |
| Írország (OCC)                                 | 1                |
| Japán (Oricon)                                 | 14               |
| Japán Combined Albums (Oricon)                 | 17               |
| Japán Hot Albums (Billboard Japan)             | 43               |
| Kanada (Billboard)                             | 1                |
| Lengyelország (ZPAV)                           | 1                |
| Litvánia (AGATA)                               | 3                |
| Magyarország (Mahasz)                          | 1                |
| Németország (Offizielle Top 100)               | 1                |
| Nigéria (TurnTable)                            | 52               |
| Norvégia (VG-lista)                            | 1                |
| Olaszország (FIMI)                             | 1                |
| Portugália (AFP)                               | 1                |
| Skócia (OCC)                                   | 1                |
| Spanyolország (PROMUSICAE)                     | 1                |
| Svájc (Schweizer Hitparade)                    | 1                |
| Svédország (Sverigetopplistan)                 | 2                |
| Szlovákia (ČNS IFPI)                           | 1                |
| Új-Zéland (RMNZ)                               | 1                |

## Minősítések
| Régió                                                            | Minősítés | Eladott példányszám |
| ---------------------------------------------------------------- | --------- | ------------------- |
| Belgium (BEA)                                                    | platina   | 20 000*             |
| Brazília (Pro-Música Brasil)                                     | platina   | 40 000‡             |
| Egyesült Államok (RIAA)                                          | platina   | 1 000 000‡          |
| Egyesült Királyság (BPI)                                         | arany     | 100 000‡            |
| Kanada (Music Canada)                                            | arany     | 40 000‡             |
| Franciaország (SNEP)                                             | arany     | 50 000‡             |
| Lengyelország (ZPAV)                                             | platina   | 20 000‡             |
| Olaszország (FIMI)                                               | arany     | 25 000‡             |
| Spanyolország (PROMUSICAE)                                       | arany     | 20 000‡             |
| Új-Zéland (RMNZ)                                                 | arany     | 7 500‡              |
| ‡ Eladási+streaming példányszámok kizárólag a minősítés alapján. |           |                     |

## Fordítás
Ez a szócikk részben vagy egészben  a   Mayhem (Lady Gaga album) című angol Wikipédia-szócikk fordításán alapul.  Az eredeti cikk szerkesztőit annak laptörténete sorolja fel. Ez a jelzés csupán a megfogalmazás eredetét és a szerzői jogokat jelzi, nem szolgál a cikkben szereplő információk forrásmegjelöléseként.